# Passaporto biologico
Il passaporto biologico è una tecnica antidoping introdotta dalla WADA che consiste nel tracciamento nel tempo di alcuni parametri del sangue e delle urine dell'atleta. L'atleta incorre nella squalifica per doping nel caso in cui vengano rilevati andamenti anomali e ingiustificati (es. picchi inattesi anche al di sotto delle precedenti soglie di doping) di tali parametri rispetto al profilo tipico dell'atleta. È dunque una tecnica indiretta che non rileva la presenza/assunzione diretta del farmaco dopante, ma individua gli effetti anomali che tali sostanze inducono sull'organismo smascherandone così l'assunzione sul breve, medio e lungo termine. La tecnica, dagli alti costi implementativi/gestionali, attualmente è in grado di rilevare indirettamente assunzioni solo di farmaci che agiscono sui parametri ematici (es. eritropoietina e CERA) e urinari, per tutti gli altri farmaci rimane d'obbligo il controllo incrociato sangue/urine anche se è previsto nell'intero protocollo del passaporto biologico, ma non ancora applicato, il tracciamento steroideo ed endocrinologico.
Il protocollo è stato adottato in primis dall'UCI nel mondo del ciclismo.